# Zezé Gonzaga
Zezé Gonzaga, nome artístico de Maria José Gonzaga (Manhuaçu, 3 de setembro de 1926 — Rio de Janeiro, 24 de julho de 2008) foi uma cantora brasileira.

## Biografia

### Início
A cantora iniciou a carreira aos 16 anos de idade, participando do programa de calouros de Ary Barroso em 1942, mas já cantava em família desde os 13 anos. Criada no meio musical, mãe flautista, Sra. Oraide e o pai "luthier" Sr. Rodolpho. Convidada por Victor Costa, foi contratada pela Rádio Nacional em 1948, além de cantora solo integrou também diversos conjuntos vocais, como As Moreninhas do Ritmo, os Cantores do Céu entre outros. Zezé chegou a ser a cantora mais tocada da Nacional e tornou-se uma das mais famosas intérpretes da era do rádio.

### Estrelato e breve afastamento da carreira
Gravou seu primeiro disco em 1949 e seu primeiro LP estreou no elogiado "Zezé Gonzaga", lançado pela Columbia, em 1956. Dona de uma bela voz soprano, Zezé sempre flertou com a música clássica. Chegou a estudar canto lírico, mas não seguiu carreira porque "o mercado é muito pequeno".
Mas ela deu suas escapadinhas de vez em quando, algumas vezes, para cantar sambas, ela baixava o tom da voz, para dar às músicas um caráter mais popular.. Na Rádio Nacional, era a preferida do maestro Radamés Gnatalli, de quem virava-e-mexia cantava temas eruditos, juntamente com obras de Villa-Lobos.
Aos 45 anos de idade, desanimada com os rumos que tomava sua carreira, atrelada ao comercialismo da gravadora Columbia (atual Sony Music), Zezé decidiu se aposentar. Passou 3 anos trabalhando numa creche em Curitiba, Paraná.

### Recomeço
Em 1979, Hermínio Bello de Carvalho — velho fã da época do rádio — reapareceu em sua vida com uma proposta irrecusável: voltar ao Rio para gravar um LP. Mas não um LP qualquer e sim um de canções do velho amigo Valzinho, acompanhadas pelo sexteto de Radamés.
Foi um dos melhores discos do ano (1979), com as honras de ter revelado ao grande público a arte de Valzinho, que morreria meses depois, e de ter provado que Zezé Gonzaga ainda era a mesma. Desde então, não parou mais: fez shows, recitais, viagens. Discos, mesmo, só em participações especiais.
Até que Hermínio voltou a ser seu anjo da guarda. Produziu o excelente CD "Clássicas", em que Zezé canta em dupla com Jane Duboc.
A oportunidade de gravar o primeiro CD solo surgiu no início de 2002, quando a cantora mineira fez uma série de apresentações no Paço Imperial, no Rio de Janeiro. Em uma delas estava a cantora Olivia Hime, dona da gravadora Biscoito Fino. O convite para gravar foi imediato. Assim, nasceu "Sou apenas uma senhora que ainda canta", unindo canções do passado a novas composições, num repertório magnífico, esplendorosamente interpretado.

### Últimos anos
A cantora passou seus últimos anos de vida sem gravar ou fazer apresentações. Faleceu na cidade do Rio de Janeiro, em 24 de julho de 2008.

### Acervo
A coleção Zezé Gonzaga, foi doada à Fundação Museu da Imagem e do Som em 2008. O acervo é composto de discos, fitas, livros, vídeos, documentos textuais e objetos tridimensionais, tais como troféus e placas. Zezé Gonzaga participou do projeto Depoimentos para a Posteridade do MIS em 19 de janeiro de 1993.

## Discografia
- 2002 - Sou apenas uma senhora que ainda canta • Biscoito Fino • CD
- 1999 - Clássicas - Zezé Gonzaga e Jane Duboc • Pau Brasil • CD
- 1994 - As Eternas Cantoras do Rádio, Vol. 2 • CID • CD
- 1991 - As Eternas cantoras do Rádio (Carmélia Alves, Ellen de Lima, Nora Ney, Violeta Cavalcanti e Rosita Gonzalez) • CID • CD
- 1979 - Valzinho-Um doce veneno • LP
- 1979 - Brazilian Popular Music (Musique Populaire Brésilienne/Musica Popular Brasileña)/Vol. 9 • Funarte • LP
- 1967 - Canção do amor distante • Fontana • LP
- 1964 - Nossa namorada musical • Continental • LP
- 1962 - Mais uma vez adeus/Rosa de maio • Continental • 78
- 1962 - Decisão cruel/Neném • Continental • 78
- 1962 - Com o amor não se brinca/Poema dos teus olhos • Continental • 78
- 1961 - A montanha/Que culpa tenho eu? • Continental • 78
- 1961 - Há sempre alguém/Um beijo, nada mais • Continental • 78
- 1961 - Pepe/Casa vazia • Continental • 78
- 1959 - A felicidade/Eu sei que vou te amar • Columbia • 78
- 1958 - Cafuné/Saia do caminho • Columbia • 78
- 1958 - Música e romance na voz sentimental de Zezé Gonzaga • Sinter • LP
- 1957 - Tiritomba/Há sempre um fim • Columbia • 78
- 1957 - Tédio/Vivo a cantar • Columbia • 78
- 1957 - Concerto de outono/Não sonhe comigo • Columbia • 78
- 1957 - Vivo a cantar-Zezé Gonzaga • Columbia • LP
- 1956 - Arrivederci Roma/Moreno que desejo • Columbia • 78
- 1956 - Linda flor/Nunca jamais • Columbia • 78
- 1956 - Natal das crianças/A caminho de Belém • Columbia • 78
- 1956 - Zezé Gonzaga • Columbia • LP
- 1955 - Sedução/Óculos escuros • Columbia • 78
- 1955 - Cerejeira rosa/Beijos nos olhos • Columbia • 78
- 1955 - Esperando você/Amando em Paris • Columbia • 78
- 1954 - Meu sonho/Baião manhoso • Sinter • 78
- 1954 - Canário triste/Razão de tudo • Columbia • 78
- 1953 - Abre teus braços/A saudade é mulher • Sinter • 78
- 1953 - É sempre o papai/Festa de aniversário • Sinter • 78
- 1952 - Não quero lembrar/Quero esquecer • Sinter • 78
- 1952 - Festa de aniversário/Um sonho que eu sonhei • Sinter • 78
- 1952 - Faz de conta/Lirismo • Sinter • 78
- 1952 - Meu coração é seu/Um dia em Paquetá • Sinter • 78
- 1951 - Foi você/Canção de Dalila • Sinter • 78
- 1949 - Desci/Inverno • Star • 78
- 1949 - Maçã/Madalena arrependida • Star • 78